# Ивановский (Дмитровский район)
Ивановский — посёлок в Дмитровском районе Орловской области. Входит в состав Малобобровского сельского поселения.

## География
Расположен в 10 км к юго-востоку от Дмитровска на правом берегу реки Нессы между селом Брянцево и деревней Ферезёво. Высота над уровнем моря — 224 м. К западу от посёлка находится урочище Язмина Гора, к северо-востоку — урочище Большой Лог.

## История
В 1926 году в посёлке было 14 хозяйств крестьянского типа, проживало 84 человека (47 мужского пола и 37 женского). В то время Ивановский входил в состав Брянцевского сельсовета Круглинской волости Дмитровского уезда. Позднее передан в Малобобровский сельсовет. В 1937 году в посёлке было 11 дворов. Во время Великой Отечественной войны, с октября 1941 года по 10 августа 1943 года, находился в зоне немецко-фашистской оккупации. Захоронение солдат, погибших в боях за освобождение посёлка, после войны было перенесено в общую братскую могилу села Малое Боброво.

## Население
| 1926 | 1979 | 2002 | 2010 |
| ---- | ---- | ---- | ---- |
| 84   | ↘15  | ↘0   | →0   |